# SH9 (Albanië)
De SH9 of Rruga shtetërore 9 ('staatsweg 9') is een nationale weg in Albanië. De weg loopt van de bergpas Qafë Thanë naar de grens met Noord-Macedonië. Bij Qafë Thanë sluit de weg aan op de SH3 tussen Elbasan en Pogradec. In Macedonië loopt de weg als A2 verder naar Struga en Skopje.
Ondanks de korte lengte van 3,2 kilometer, heeft de weg een belangrijke functie als onderdeel van de verbinding tussen de hoofdsteden Tirana en Skopje.